# 13084 Virchow
För andra betydelser, se Virchow (olika betydelser).
13084 Virchow eller 1992 GC8 är en asteroid i huvudbältet som upptäcktes den 2 april 1992 av den tyske astronomen Freimut Börngen vid Tautenburg-observatoriet. Den är uppkallad efter den tyske läkaren Rudolf Virchow.
Asteroiden har en diameter på ungefär 10 kilometer.